# Editora Contexto
A Editora Contexto, criada em 1987 pelo professor e historiador Jaime Pinsky, é uma editora brasileira, sediada na cidade de São Paulo. Se destaca com livros nas áreas de Linguística, Geografia e História[carece de fontes?]. Também tem obras relevantes em Economia, Turismo, Comunicação (especialmente Jornalismo) e Educação. 

## História
Pinsky tinha por objetivo inicial criar uma editora cuja linha era o de levar ao público o saber construído por especialistas; para tanto, constituiu a editora em sua própria casa, onde funcionou até meados da década de 1990. Segundo a empresa, sua missão é diminuir a distância existente entre o saber produzido na Universidade e a população em geral.
Com o crescimento, a editora passou também a publicar obras de referência e livros destinados ao grande público. Após a década de 1990, com a editora já consolidada, começaram a produzir livros, além dos livros de cunho acadêmico, obras de interesse geral. Também foram reforçaram a publicação de traduções;

## Localização
A editora está situada à Rua Dr. José Elias, 520, bairro Alto da Lapa, na capital paulista.